# SGB-SMIT Groep
De SGB-SMIT Groep is producent van vermogenstransformatoren. De onderneming, met hoofdkantoor in Regensburg, produceert in Regensburg, Neumark, Nijmegen, Nilai (Maleisië) en Golden (VS). De 1.300 medewerkers realiseerden in 2010 een jaaromzet van 580 mln. euro.

## Bedrijfsgeschiedenis
De SGB-SMIT Groep ontstond in het jaar 2000, toen de Royal SMIT Transformers B.V. in Nijmegen, die in 1913 was opgericht door de ingenieurs Thomas Rosskopf en A.J. Bergsma, onderdeel werd van de SGB-groep. Op dat moment was de SGB-groep, die voortkwam uit de in 1947 opgerichte firma Starkstrom-Gerätebau GmbH in Regensburg, een dochter van het RWE-concern.
In 2004 werd de SGB-SMIT Groep door RWE verkocht aan de investeringsmaatschappij HCP Capital Group. In 2008 volgde de overname door BC Partners, die het in 2017 weer doorverkocht aan One Equity Partners.

## Producten
Het productassortiment varieert van grote transformatoren, transformatoren met gemiddeld vermogen, kleine vermogenstransformatoren, olieverdeeltransformatoren, gietharstransformatoren en regelbare compensatiespoelen tot en met faseverschuivers en Lahmeyer-compactstations.
De SGB-SMIT Groep verkoopt haar producten via verkoopfilialen en -agenten in 42 landen. De onderneming heeft klanten in meer dan 50 landen.
De groep wordt geleid door Günther E. Vötsch (directievoorzitter), Harald Mayrhofer (plaatsvervangend voorzitter) en Jochen Fischer (directeur financiën).